# Атомная энергетика Испании
Атомная энергетика Испании ― отрасль испанской энергетики.

## Обзор
На май 2024 года в Испании на 5 действующих АЭС эксплуатируется 7 энергоблоков.

### Выработка электроэнергии
Доля атомной энергетики в общей выработке объединённых энергетических систем (ОЭС) Испании в 2022 году составила 20,3 %.

## История

### АЭС в Испании

#### Вывод из эксплуатации
- В 1990 году выведен из эксплуатации первый энергоблок АЭС Вандельос.
- В 2006 году остановлена АЭС Хосе Кабрера.
- В 2017 году остановлена АЭС Санта-Мария-де-Гаронья.

## Действующие АЭС

### АЭС Альмарас
Расположена в одноимённом муниципалитете провинции Касерес рядом с городом Пласенсия. Состоит из двух энергоблоков, введённых в эксплуатацию в 1983 и 1984 годах.

### АЭС Аско
Расположена в одноимённом муниципалитете провинции Таррагона рядом с городом Лерида. Состоит из двух энергоблоков, введённых в эксплуатацию в 1984 и 1986 годах.

### АЭС Вандельос
Расположена в одноимённом городе. Состоит из двух энергоблоков, введённых в эксплуатацию в 1972 и 1988 годах. Первый блок выведен из эксплуатации в 1990 году из-за пожара.

### АЭС Кофрентес
Расположена в одноимённом муниципалитете рядом с городом Валенсия. Состоит из одного энергоблока, введённого в эксплуатацию в 1985 году.

### АЭС Трильо
Расположена в одноимённом муниципалитете провинции Гвадалахара рядом с городом Мадрид. Состоит из одного энергоблока, введённого в эксплуатацию в 1988 году.